# Maria Rosa Quario
Maria Rosa Quario, née le 24 mai 1961 à Milan, est une skieuse alpine italienne active dans les années 1970 et 1980.
Elle est la mère de la skieuse alpine Federica Brignone.

## Jeux olympiques d'hiver
| Épreuve / Édition | Lake Placid 1980 | Sarajevo 1984 |
| Slalom            | 4e               | 7e            |

## Championnats du monde
| Épreuve / Édition | Schladming 1982 |
| Géant             | 12e             |
| Slalom            | 4e              |

## Coupe du monde
- Meilleur résultat au classement général : 10e en 1982
  - 4 victoires : 4 slaloms

### Différents classements en coupe du monde
| Saison / Épreuve | Saison / Épreuve | Général | Général | Slalom | Slalom | Géant  | Géant  |
| ---------------- | ---------------- | ------- | ------- | ------ | ------ | ------ | ------ |
| Saison / Épreuve | Saison / Épreuve | Class.  | Points  | Class. | Points | Class. | Points |
| 1979             | 1979             | 13e     | 84      | 7e     | 69     | 25e    | 19     |
| 1980             | 1980             | 31e     | 35      | 18e    | 20     | 18e    | 15     |
| 1981             | 1981             | 18e     | 64      | 11e    | 35     | 15e    | 29     |
| 1982             | 1982             | 10e     | 109     | 4e     | 78     | 10e    | 31     |
| 1983             | 1983             | 14e     | 82      | 3e     | 89     | -      | -      |
| 1984             | 1984             | 17e     | 69      | 5e     | 77     | -      | -      |
| 1985             | 1985             | 19e     | 65      | 4e     | 75     | -      | -      |
| 1986             | 1986             | 55e     | 20      | 19e    | 20     | -      | -      |

### Détail des victoires
| Saison / Épreuve | Slalom                      | Total |
| 1979             | Mellau                      | 1     |
| 1983             | Les Diablerets Vysoké Tatry | 2     |
| 1984             | Sestrières                  | 1     |
| Total            | 4                           | 4     |

## Arlberg-Kandahar
- Vainqueur du slalom 1983-84 à Sestrières